# Statistique suisse de la superficie
La statistique suisse de la superficie de l’Office fédéral de la statistique relève des informations sur l'état et l'évolution de l’utilisation et de la couverture du sol en Suisse. Ce relevé se fonde en premier lieu sur les photographies aériennes à haute définition fournies par l’Office fédéral de la topographie (swisstopo). Les résultats agrégés offrent une vue d'ensemble de l'état et de l'évolution de l'utilisation du  sol en Suisse, tandis que les données de base hectométriques constituent une source d'information pour les systèmes d’informations géographiques (SIG) de la Confédération , des cantons, des instituts de recherche  et des hautes écoles. En outre, les données sont aussi utilisées par des programmes nationaux  et des systèmes d’indicateurs.

## Bases légales
Les bases légales de la statistique de la superficie sont les art. 65, 73, 75, 77 et 104 de la Constitution fédérale, l’art. 3 de la loi sur la statistique fédérale, l’arrêté du Conseil fédéral du 17.02.1982 et l’ordonnance du 30 juin 1993 concernant l’exécution des relevés statistiques fédéraux (RS 431.012.1), état en 2004.

## Type d’enquête
La statistique de la superficie est réalisée sous la forme d'un relevé par échantillonnage. 4,1 millions de points équidistants de 100 mètres constituent la grille de base du relevé. Jusqu'en 2020, le relevé a été réalisé exclusivement par interprétation visuelle des images aériennes pour chacun des points. Depuis 2021, de nouvelles technologies faisant appel à l'intelligence artificielle permettent d'automatiser une partie du travail d'interprétation.

## Caractères relevés
La surface totale du pays est recensée aux niveaux de la Suisse, des cantons, des districts, des communes, des hectares, des entités territoriales quelconques . Les caractères relevés sont subdivisés en 72 modes d’utilisation et de couverture du sol répartis dans les domaines habitat et infrastructure (aires de bâtiments, aires industrielles, surfaces de transport, espaces verts et lieux de détente, extraction de matériaux, décharges, chantiers), agriculture (terres arables, prés, pâturages, arboriculture fruitière, viticulture, horticulture), surfaces boisées (forêt, forêt buissonnante, autres surfaces boisées), et surfaces improductives (lacs et cours d’eau, végétation improductive, rochers, sable, éboulis, glaciers, névé).

## Réalisation
Jusqu'ici, 4 relevés se fondant sur les images aériennes de 1979/85, 1992/97, 2004/09 et 2013/18 ont été réalisés. Un cinquième relevé a débuté 2021 et devrait durer 6 ans. 